# Suimanga escarlata
El suimanga escarlata (Aethopyga siparaja) és un ocell de la família dels nectarínids (Nectariniidae).

## Hàbitat i distribució
Habita boscos, clars, vegetació secundària i terres de conreu als turons i muntanyes des del nord i nord-est de l'Índia, cap al sud a Bangladesh, Manipur i Nagaland, sud de la Xina, cap al sud, a través del Sud-est Asiàtic i les illes Nicobar, fins les illes Grans de la Sonda, incloent moltes de les petites illes adjuntes.